# Natalia Zabolotnaia
Natalia Aleksandrovna Zabolotnaia (em russo:  Наталья Александровна Заболотная; Salsk, 15 de agosto de 1985) é uma halterofilista da Rússia.
Seu maior sucesso é a medalha de prata nos Jogos Olímpicos de 2004, com 272,5 kg no total combinado (125 no arranque e 147,5 no arremesso), na categoria até 75 kg, atrás da tailandesa Pawina Thongsuk, com 272,5 kg (122,5+150), mas que era mais leve. Zabolotnaia também foi por três vezes vice-campeã mundial (2005, 2007, 2010) e cinco vezes campeã europeia (2003, 2006, 2008-2010).

## Quadro de resultados
Principais resultados de Natalia Zabolotnaia:
| Ano  | Posição | Competição                               | Classe de peso | Marca                |
| 2002 | 5.      | Campeonato Mundial Júnior em Havířov     | –69 kg         | 215 kg (100+115)     |
| 2002 | 1.      | Campeonato Europeu Júnior em Nuoro       | –75 kg         | 235 kg (105+130)     |
| 2003 | 1.      | Campeonato Europeu em Loutraki           | –75 kg         | 240 kg (107,5+132,5) |
| 2004 | 2.      | Jogos Olímpicos em Atenas                | –75 kg         | 272,5 kg (125+147,5) |
| 2005 | 2.      | Campeonato Mundial em Doha               | –75 kg         | 285 kg (130+155)     |
| 2006 | 1.      | Campeonato Europeu em Wladyslawowo       | –75 kg         | 278 kg (127+151)     |
| 2007 | 2.      | Campeonato Mundial em Chiang Mai         | –75 kg         | 281 kg (131+150)     |
| 2008 | 1.      | Campeonato Europeu em Lignano Sabbiadoro | –75 kg         | 264 kg (123+141)     |
| 2009 | 1.      | Campeonato Europeu em Bucareste          | –75 kg         | 265 kg (120+145)     |
| 2010 | 1.      | Campeonato Europeu em Minsk              | –75 kg         | 285 kg (129+156)     |
| 2010 | 2.      | Campeonato Mundial em Antália            | –75 kg         | 293 kg (133+160)     |
| 2012 | DSQ     | Jogos Olímpicos em Londres               | -75 kg         | 291 kg (131+160)     |